# Аватови

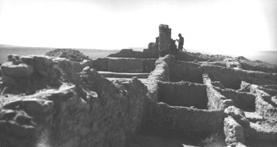
Вид на руины, фото 1937 года

Руины Аватови (Оватови, Оуатови), англ. Awatovi Ruins — национальный исторический памятник (National Historic Landmark) в округе Навахо на территории резервации племени хопи в штате Аризона, США с 1964 года. Здесь находятся руины поселения-пуэбло, а также испанской католической миссии, сооружённой в XVII веке.

## История
Поселение Аватови было среди первых поселений индейцев пуэбло, которые посетили и завоевали испанские колонизаторы. В начале 1500-х годов Аватови было одним из крупнейших и важнейших поселений. Первым из европейцев в 1540 году его посетил Педро де Товар, которого направил Франсиско Васкес де Коронадо на земли хопи через неделю после захвата поселения Хавику (en:Hawikuh). Произошла небольшая стычка, однако хопи быстро согласились на мир и преподнесли испанцам подарки — ткани, кожу, бирюзу и кукурузу. После этого пять окрестных поселений хопи также заявили о верности Королю Испании.
После этого события испанцы не появлялись на землях хопи до 1583 года, когда экспедиция Антонио де Эспехо провела несколько дней в поселении хопи, прежде чем повернуть на юго-запад в долину Зелёной реки. В 1598 году Хуан де Оньяте обнаружил, что хопи готовы были принести формальную присягу испанской короне. Оньяте вновь посетил пуэбло в 1605 году, а капитан Херонимо Маркес — в 1614 году. Тем не менее, вплоть до 1629 года испанцы не предпринимали попыток основать здесь христианскую миссию.
С момента основания миссии и до восстания пуэбло в 1680 году под предводительством Попе жители Аватови редко контактировали с испанскими военными властями и вовсе не контактировали с испанскими поселенцами. Хопи опасались репрессий за участие в восстании, однако репрессии не последовали. Когда Диего де Варгас прибыл в 1692 году, хопи вновь присягнули на верность Испании, и тот отбыл без инцидентов.
В конце 1700 года, в результате крайне враждебного отношения большинства хопи к своим соплеменникам, обратившимся в христианство, Аватови был разрушен. Нападающие убили всех мужчин, а женщины и дети были расселены по другим посёлкам. После этого Аватови был заброшен.

## Изучение
Крупные археологические раскопки в Аватови провели Джон Отис Брю из Музея Пибоди в 1930-е годы. Многочисленные находки Брю хранятся в Музее Пибоди. Почти всё, что он раскопал, было позднее засыпано вновь.
Тогда же, в 1930-е годы, художник из племени хопи Фред Кэботи получил от того же музея поручение зарисовать исторические руины во время раскопок.